# SC Young Fellows Juventus
SC Young Fellows Juventus – szwajcarski klub piłkarski powstały w 1992 roku z połączenia dwóch drużyn: Young Fellows Zurych (powstałym w 1903) oraz Società Calcistica Italiana Juventus Zurigo (założonym w 1922). W sezonie 2006/2007 drużyna zajęła ostatnie miejsce w szwajcarskiej drugiej lidze i od tego czasu uczestniczy w rozgrywkach III ligi.

## Sukcesy
- Puchar Szwajcarii (1) – 1936 (jako Young Fellows Zurych)